# بالا ترينتو
بالا ترينتو (بالإيطالية: PalaTrento)‏ صالة رياضية تستخدم لرياضة كرة السلة وكرة الطائرة وتقام فيها أحياناً عدد من الفعاليات الرياضية، تقع في مدينة ترينتو في إيطاليا، تتسع الصالة إلى 4,360 متفرج، وهي الصالة الرسمية لنادي أكويلا باسكت ترينتو الذي يلعب في ليغا باسكيت الدرجة الأولى ونادي ترينتو لكرة الطائرة، تم افتتاح القاعة سنة 2000.